# Boliche nos Jogos Pan-Americanos de 2007
O boliche nos Jogos Pan-Americanos de 2007 foi realizado no Rio de Janeiro, Brasil, entre 23 e 26 de julho de 2007 com as provas individual e duplas masculino e individual e duplas feminino. Todas as competições foram disputadas no Centro de Boliche Barra, também conhecido como "Barra Bowling".

## Países participantes

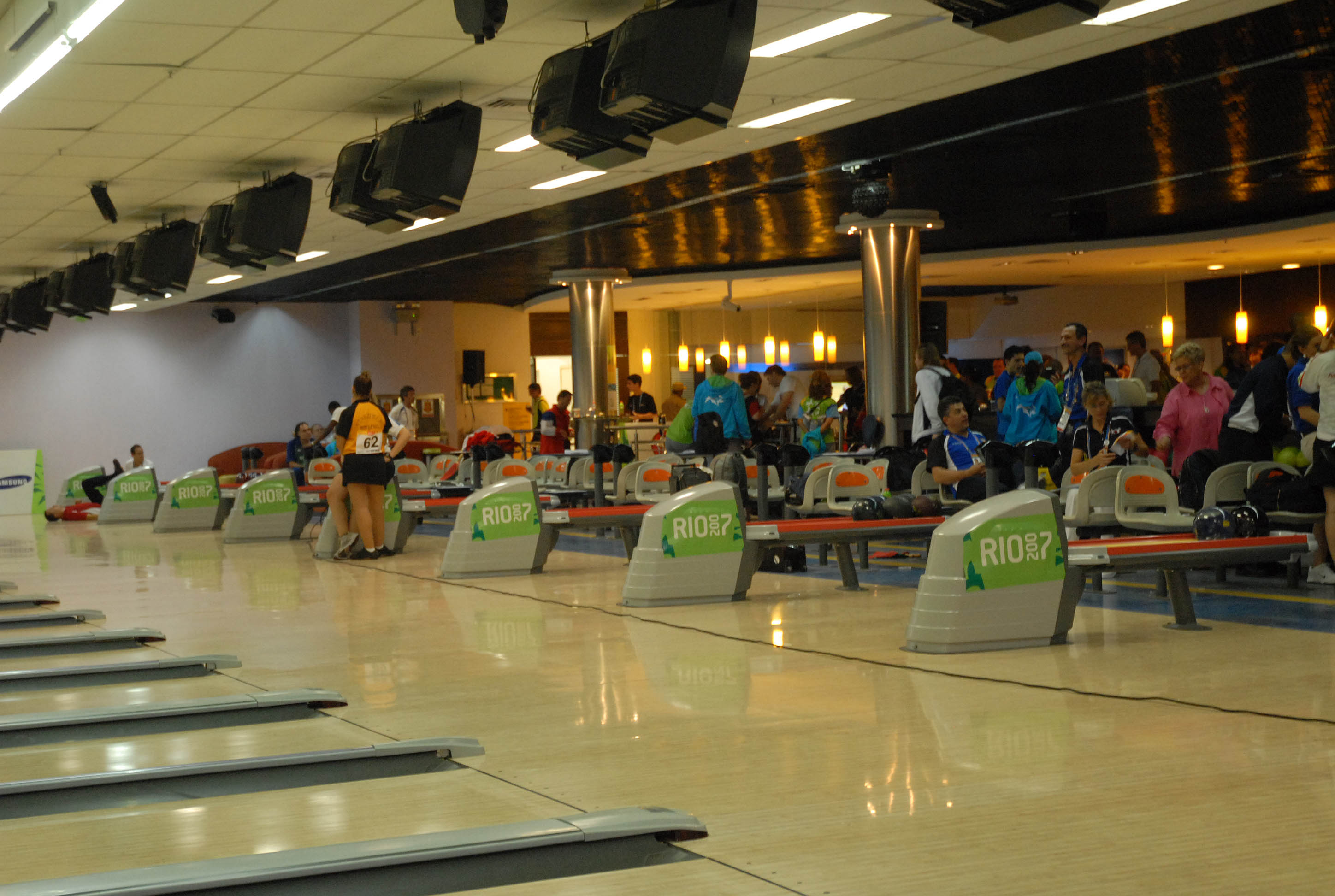
Barra Bowling: local de competições.

Um total de 17 delegações apresentaram atletas participantes nas competições de boliche, totalizando 31 homens e 30 mulheres:
| - ARG Argentina (2) - BAH Bahamas (4) - BAR Barbados (4) - BRA Brasil (4) - CAN Canadá (4) - CHI Chile (4) - COL Colômbia (4) - CRC Costa Rica (4) - ESA El Salvador (4) | - USA Estados Unidos (4) - ECU Equador (2) - GUA Guatemala (4) - HON Honduras (2) - MEX México (4) - PUR Porto Rico (4) - DOM República Dominicana (4) - VEN Venezuela (4) |

## Calendário
|  | Dia de competição |  | Dia de final |

## Medalhistas
Masculino
| Evento              | Ouro                                         | Prata                                   | Bronze                                                   |
| ------------------- | -------------------------------------------- | --------------------------------------- | -------------------------------------------------------- |
| Individual detalhes | Rhino Page USA Estados Unidos                | Daniel Falconi MEX México               | Lucas Legnani ARG Argentina                              |
| Duplas detalhes     | Cassidy Schaub Rhino Page USA Estados Unidos | Fábio Rezende Rodrigo Hermes BRA Brasil | Rolando Sebelen Víctor Richards DOM República Dominicana |

Feminino
| Evento              | Ouro                                                | Prata                                      | Bronze                                  |
| ------------------- | --------------------------------------------------- | ------------------------------------------ | --------------------------------------- |
| Individual detalhes | Tennelle Milligan USA Estados Unidos                | Alicia Marcano VEN Venezuela               | Aumi Guerra DOM República Dominicana    |
| Duplas detalhes     | Diandra Asbaty Tennelle Milligan USA Estados Unidos | Michelle Ayala Yoselin León PUR Porto Rico | Adriana Pérez Sandra Góngora MEX México |

## Quadro de medalhas do boliche
| Ordem | País                     | Medalha de ouro | Medalha de prata | Medalha de bronze |    |
| ----- | ------------------------ | --------------- | ---------------- | ----------------- | -- |
| 1     | USA Estados Unidos       | 4               |                  |                   | 4  |
| 2     | MEX México               |                 | 1                | 1                 | 2  |
| 3     | BRA Brasil               |                 | 1                |                   | 1  |
| 3     | PUR Porto Rico           |                 | 1                |                   | 1  |
| 3     | VEN Venezuela            |                 | 1                |                   | 1  |
| 6     | DOM República Dominicana |                 |                  | 2                 | 2  |
| 7     | ARG Argentina            |                 |                  | 1                 | 1  |
| TOTAL | TOTAL                    | 4               | 4                | 4                 | 12 |